# Верхний Пшалым
Ве́рхний Пшалы́м (тат. Югары Пошалым) — село в Арском районе Татарстана. Входит в Урнякское сельское поселение.

## География
Село расположено на реке Пшалымка в 19 км к северу от Арска и в 72 км к северо-востоку от центра Казани.

## История
Известно с 1619 года. В дореволюционных источниках известно также под названиями Нырты, Пшалымбаш. В XVIII — первой половине XIX века жители относились к категории государственных крестьян. Через село проходил Сибирский почтовый тракт. Основные занятия жителей в этот период — земледелие и скотоводство, были распространены пчеловодство, санный и тележный промыслы.
Население села активно участвовало в «Картофельных бунтах» 1840-х годов.
В «Списке населенных мест по сведениям 1859 года», изданном в 1866 году, населённый пункт упомянут как казённая деревня Нырты, живут себе усадом 2-го стана Казанского уезда Казанской губернии. Располагалась при речке Пшалымке, по левую сторону Сибирского почтового тракта, в 81 версте от губернского города Казани и в 17 верстах от становой квартиры в заштатном городе Арске. В деревне в 32 дворах жили 518 человек (256 мужчин и 262 женщины). Была мечеть.
По сведениям переписи 1897 года, в деревне Пшалым Верхний (Пшалымбаш) Казанского уезда Казанской губернии проживали 793 человека (381 мужчина, 412 женщин), все мусульмане.
В начале XX века в селе функционировали мечеть (в 1922 г. закрыта, здание передано школе, в 1938 г. спилен минарет), мектеб, 3 бакалейные лавки.
В этот период земельный надел сельской общины составлял 1168,9 десятин.
До 1920 года село входило в Кармышскую волость Казанского уезда Казанской губернии. С 1920 года в составе Арского кантона ТАССР. С 10 августа 1930 года в Арском районе.
В 1931 году в селе был организован колхоз «Актив». С 1993 года коллективное предприятие «Заря», с 1995 года коллективное предприятие «Пшалым», с 2017 года сельскохозяйственное предприятие «Лутфуллин».

## Население
| 1782 | 1859 | 1897 | 1908 | 1920 | 1926 | 1938 | 1949 | 1958 | 1970 | 1979 | 1989 | 2002 | 2010 | 2015 |
| ---- | ---- | ---- | ---- | ---- | ---- | ---- | ---- | ---- | ---- | ---- | ---- | ---- | ---- | ---- |
| 58   | 518  | 793  | 963  | 1021 | 948  | 773  | 914  | 673  | 650  | 542  | 414  | 342  | 359  | 335  |

Национальный состав села — татары.

## Экономика
Жители занимаются полеводством, молочным скотоводством.

## Инфраструктура
Начальная школа (с 1922 г.), клуб (с 1941 г.).

## Религия
Мечеть «Иман» (с 1996 г.).

## Известные люди
С. Губайдуллин (1821—1870) — родоначальник купеческой династии Губайдуллиных, казанский купец 2-й гильдии, дед известного татарского историка Г. С. Губайдуллина.